# جنكاي ماسامون
جنكاي ماسامون (1899-1993) (بالإنجليزية: Genkei Masamune)‏ هو عالم نبات ياباني.